# Dilar duelli
Dilar duelli är en insektsart som beskrevs av U. Aspöck och H. Aspöck 1995. Dilar duelli ingår i släktet Dilar och familjen Dilaridae. Inga underarter finns listade i Catalogue of Life.